# 穆罕默德·阿明清真寺
33°53′41.89″N 35°30′22.93″E / 33.8949694°N 35.5063694°E
穆罕默德·阿明清真寺（Mohammad Al-Amin Mosque），當地俗稱藍色清真寺，是逊尼派清真寺，位于黎巴嫩贝鲁特市中心的烈士广场。它是由黎巴嫩前总理拉菲克·哈里里建于2002至2007年间。拉菲克本人也葬在旁边。2008年10月17日，他的儿子萨阿德·哈里里为其揭幕。
蓝色圆顶清真寺模仿了伊斯坦布尔苏丹艾哈迈德清真寺。
马龙尼礼教会圣乔治主教座堂位于该清真寺的旁边。

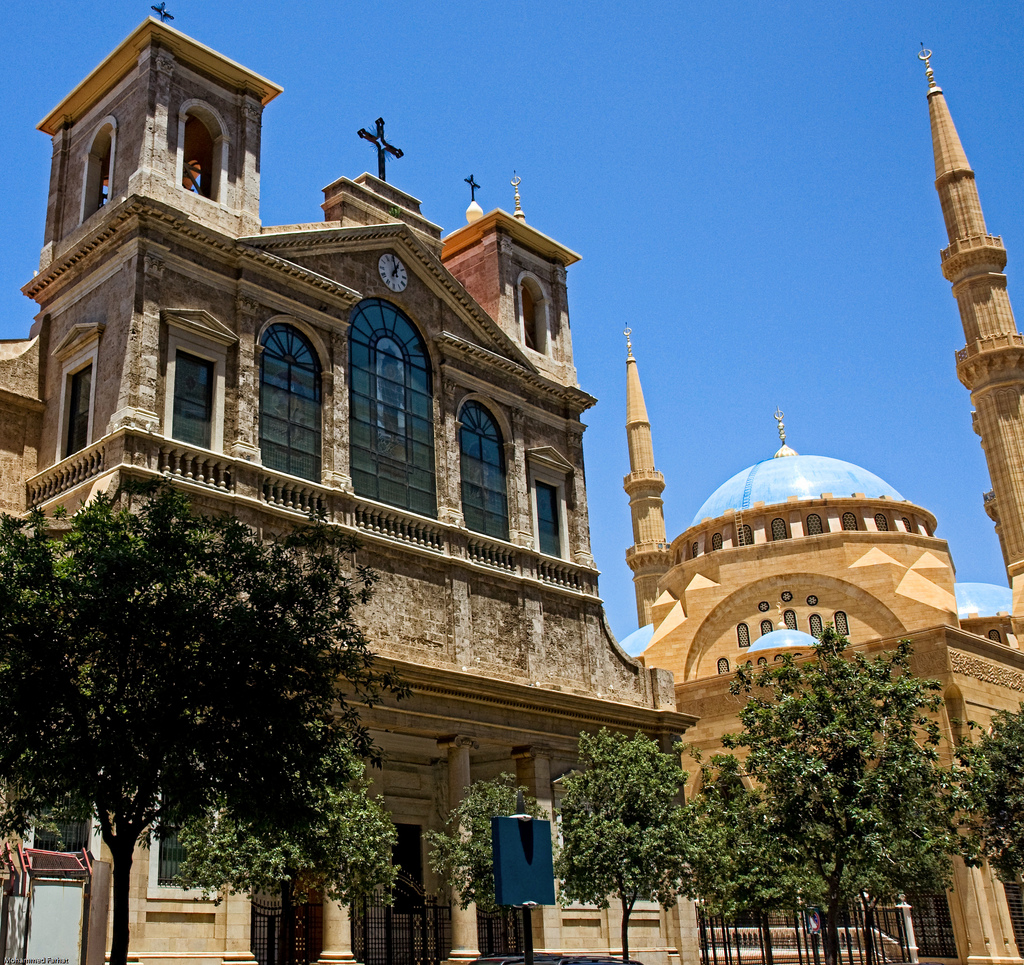
穆罕默德·阿明清真寺和一旁的马龙尼礼教会圣乔治主教座堂